# Hagi Murad
Hagi Murad este un roman scurt al scriitorului rus Lev Tolstoi scris între 1896 și 1904 și publicat postum în 1912 și apoi complet în 1917. Este ultima operă a scriitorului. A fost inspirat de viața lui Hadji Murad (cca 1800 - 5 mai 1852), un lider al caucazienilor din Războiul Caucazului. 